# Zhangjiagang
Zhangjiagang (张家港 ; pinyin : 	Zhāngjiāgǎng) est une ville de la province du Jiangsu en Chine. C'est une ville-district placée sous la juridiction administrative de la ville-préfecture de Suzhou. On y parle le wu.

## Démographie
La population du district était de 854 137 habitants en 1999.